# Convento de San Antonio de Padua
Il convento De San Antonio De Padua, noto anche come il convento di Nostra Signora di Izamal è un edificio religioso appartenente all'ordine francescano situato a Izamal, piccola cittadina dello stato messicano dello Yucatán, 72 km ad est della sua capitale Mérida.

## Storia

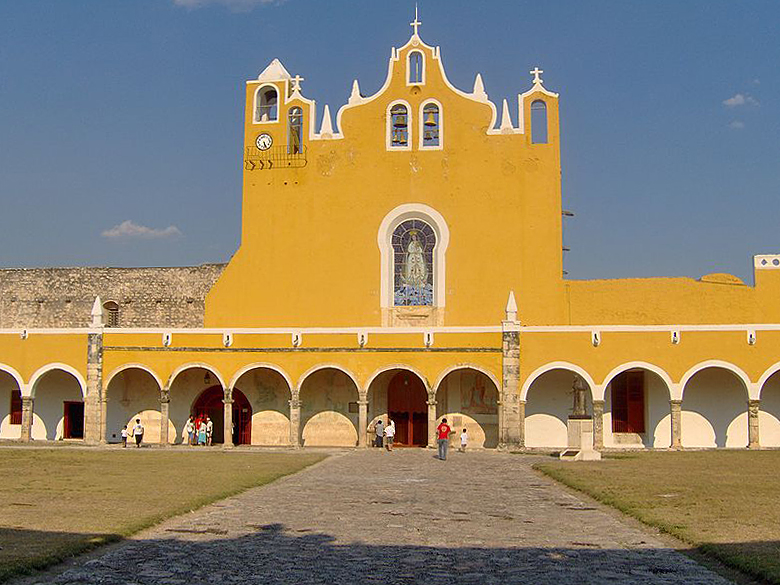
Facciata principale della chiesa

Il monastero venne costruito tra il 1549 e il 1562 sotto la direzione del frate Diego de Lainda, appartenente all'ordine dei francescani, edificandolo sopra le rovine di un centro per il culto del dio maya supremo Itzamnà e del dio sole Kikich-Kakmò.

Il sito maya contava ben dieci templi, e forse fu proprio questa la motivazione che spinse gli spagnoli a costruire proprio qui questo imponente monastero e, come per molte chiese ispaniche del Messico, per la costruzione vennero utilizzate le pietre provenienti dal sito archeologico maya, in questo caso dal tempio principale, la piramide di Ppapp-Hol-Chac. Tutt'oggi, se si fa attenzione, si possono facilmente distinguere all'interno delle pareti della struttura le pietre dei templi maya grazie alle originali decorazioni a labirinto.
Il convento venne costruito anche in onore dell'immagine di una Madonna guatemalteca che, insieme ad un'altra immagine che venne portata a Mérida, il frate fece portare ad Izamal.
Le due immagini divennero presto popolari tanto che nella tradizione popolare vennero chiamate Las dos hermanas (le due sorelle).

Ad Izamal l'immagine divenne ancora più famosa per i suoi presunti miracoli, tanto che venne portata anche a Mérida dove liberò la popolazione da infestazioni di cavallette e pestilenze. In questo periodo il convento ebbe un momento particolarmente florido grazie anche alle numerose donazioni ed offerte ricevute dalla popolazione, riconoscente all'effigie della Madonna per i miracoli ricevuti.

Il 16 aprile del 1829 un rovinoso incendio bruciò l'interno della chiesa e con esso andò persa anche la preziosa e venerata immagine della Madonna. La popolazione chiese quindi al Parlamento di donare la sorella della statua al convento, che donata, venne portata in solenne processione a piedi da Mérida.
Il convento, grazie a questa devozione popolare, divenne uno dei luoghi di pellegrinaggio più popolari del sud-est del Messico, nonché seminario religioso per la preparazione dei sacerdoti di tutto lo Yucatan. La sua popolarità diminuì solo dopo l'incendio che bruciò l'originale immagine miracolosa della Vergine.
Papa Giovanni Paolo II visitò il convento nell'agosto del 1993, quando celebrò una messa per i nativi americani ed inaugurò la statua della Virgen de Izamal con una corona d'argento.

## Descrizione

### Esterno

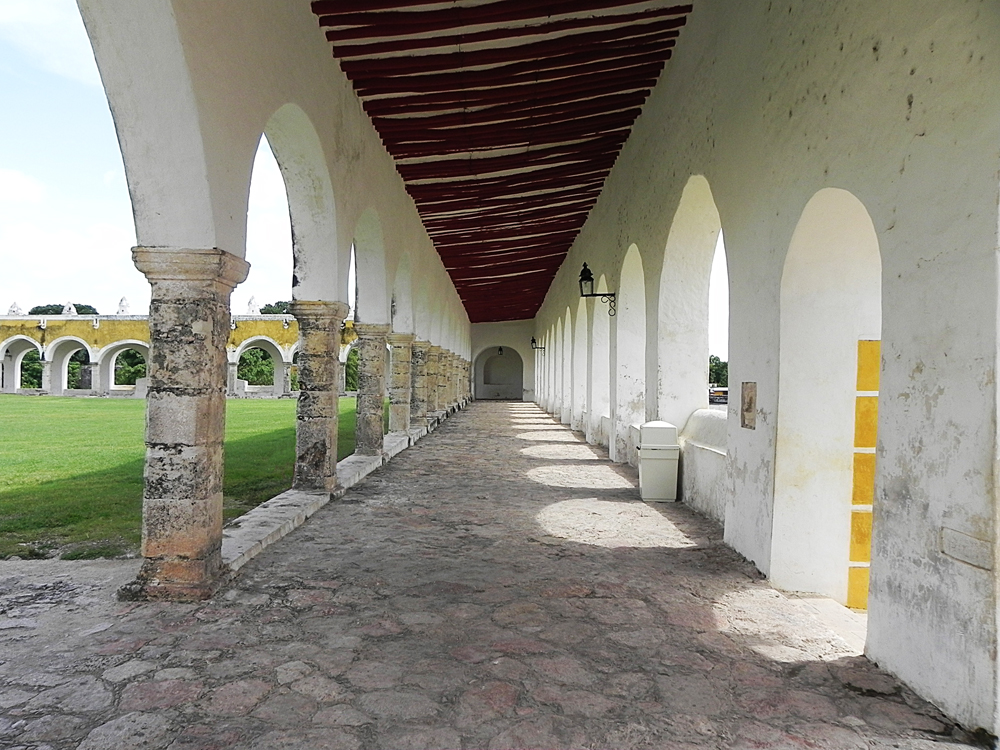
Dettaglio del portico

La struttura è caratterizzata esternamente da una colorazione gialla e bianca (riprendendo quindi i colori del Vaticano), utilizzando il giallo per colorare tutta la superficie dell'edificio e il bianco per i profili e i decori della struttura, caratteristica cromatica che successivamente diventerà prerogativa anche di tutta la cittadina di Izamal. 

Il convento è situato ad un livello superiore rispetto della piazza antistante, e vi si accede attraverso una larga scalinata/rampa in pietra. 

Raggiunta la cima della scalinata si accede al porticato che precede la chiesa, composto da 75 arcate che racchiudono il più grande atrio all'aperto nel continente americano. Ricoperto da un prato verde, la sua estensione si aggira intorno ai 7806 metri quadri (25610 piedi quadri) e per molti, ma non confermato, sarebbe il secondo atrio più grande al mondo dopo quello della Basilica di San Pietro in Vaticano.

Il chiostro è costituito da una copertura in travi lignee e da arcate poggianti su pesanti pilastri in pietra, così come in pietra è la pavimentazione di tutto il portico, mentre le pareti, se si escludono gli antichi affreschi recentemente ricoperti vicino all'ingresso della chiesa, sono totalmente bianche.

Una statua bronzea di papa Giovanni Paolo II davanti all'ingresso della chiesa ricorda la visita del santo padre nel 1993.

### Il santuario

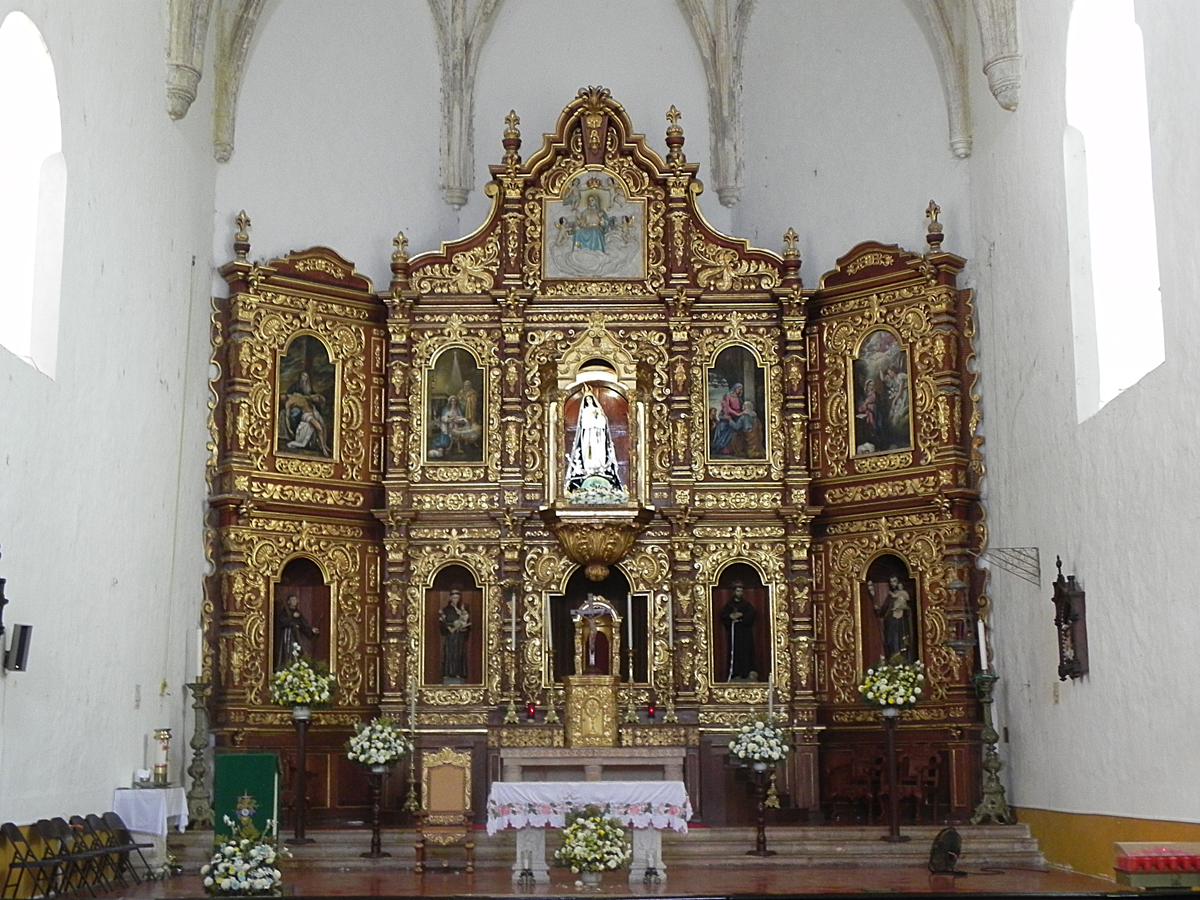
L'altare ligneo all'interno della chiesa

La chiesa principale è il santuario de la Virgen de Izamal.

La facciata principale è caratterizzata al centro da una vetrata dove è raffigurata l'immagine della Vergine, mentre al di sopra di essa vi sono tre arcate aperte, due delle quali contengono le campane e a sinistra della sommità, dalla sagoma tipicamente ispanico-coloniale, si trova una piccola torre con un orologio.
L'interno della chiesa è a navata unica. La struttura è abbastanza sobria, caratterizzata da arcate a croce e da pareti totalmente bianche dove emergono le nervature delle volte lasciate a pietra nuda.

In fondo alla navata si erge il maestoso altare ligneo in stile baroccheggiante della fine del XIX secolo che espone al centro una scultura della Vergine di Izamal. L'altare è caratterizzato da una marcata decorazione dorata che nella parte bassa fa da cornice a quattro nicchie contenenti statue di santi francescani e nella parte alta a dipinti che rappresentano scene importanti della vita di Maria come la Deposizione di Cristo dalla croce, la Natività, la visitazione alla cugina Elisabetta e l'Annunciazione.

### Il museo
La visita di papa Giovanni Paolo II al convento nel 1993 fu uno degli avvenimenti più importanti del convento dell'ultimo secolo.
Ai lati della chiesa è stato quindi creato un piccolo museo commemorativo dell'evento, soprattutto ricco di immagini e alcuni oggetti, tra cui l'inginocchiatoio che utilizzò il papa per pregare durante la sua visita.

### El camarín de la Virgen de Izamal

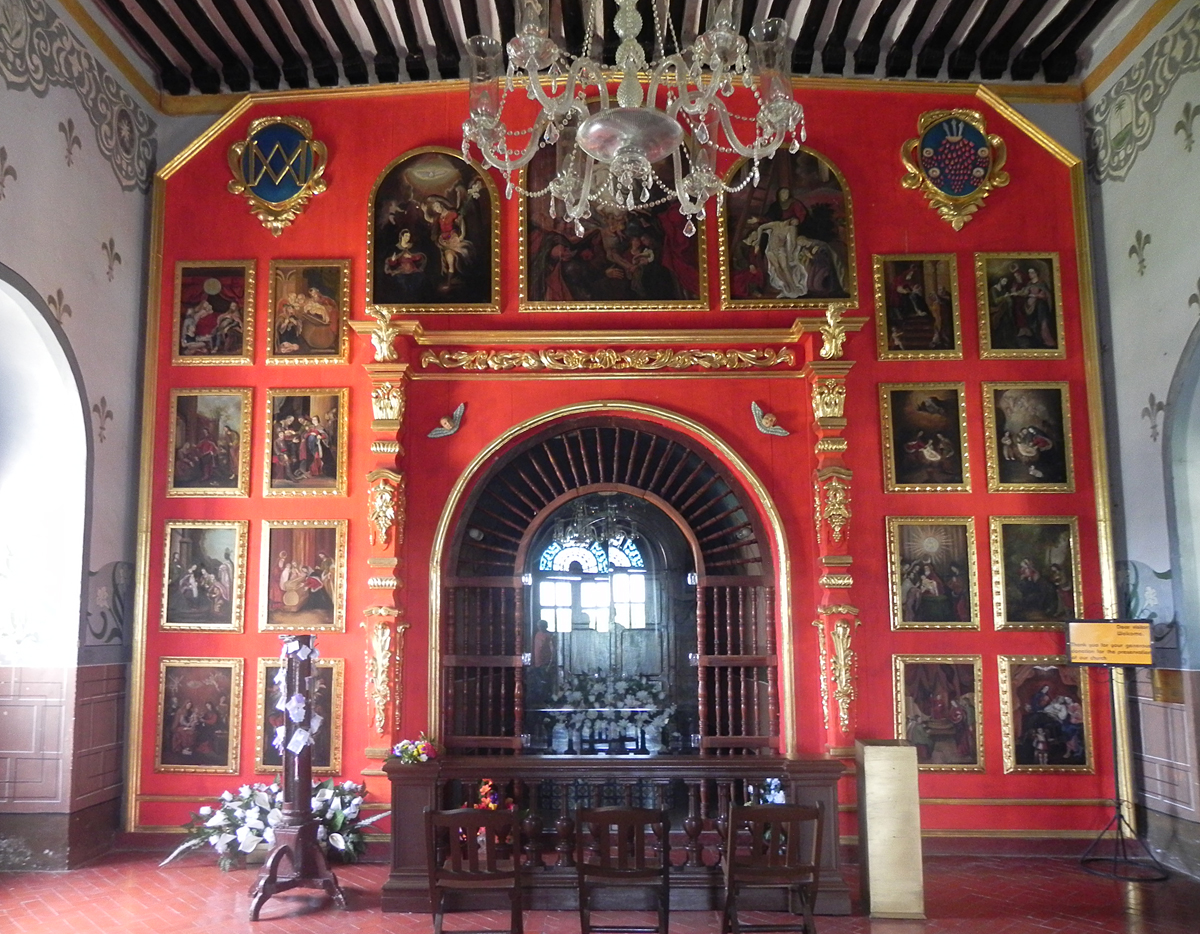
La sala all'interno del convento dedicata ai miracoli della Virgen de Izamal

Dietro l'abside della chiesa, salendo da una scala laterale all'edificio, si accede al El camarín de la Virgen de Izamal, cappella dedicata al culto dell'immagine della Madonna.
Il recente restauro ha riportato alla luce precedenti testimonianze artistiche di epoca coloniale rovinate dall'incendio e successivamente ricoperte da strati pittorici.
La sala, a forma quadrata, è divisa in tre campate da arcate color giallo poggianti su pesanti pilastri in pietra.

Nella parte alta delle pareti sono riemersi medaglioni dedicati ad allegorie mariane ricche di simboli dedicati alla Madonna, tra cui le palme, che simboleggiano la forza durante le tempeste, le chiavi, che simboleggiano l'accesso al cielo e la luna, astro dedicato alla Madonna.

Nelle pareti vi sono anche numerose decorazioni floreali: i gigli bianchi nella parte inferiore delle pareti simboleggiano la purezza Vergine. I fiori che ornano la fascia centrale delle pareti rappresentano la Madre di Dio e la Santissima Trinità. Sempre durante i restauri è emerso un colore verdastro delle foglie dovuto molto probabilmente all'ossidazione dell'oro e del rame con la quale dovevano essere decorate.

Se queste decorazioni testimoniano uno stile e un'influenza tipicamente europea, nella tradizione popolare messicana rientrano le raffigurazioni di mazzi di rose, fiore dedicato alla devozione mariana in tutto il Messico, in particolare per la Nostra Signora di Guadalupe.
Il restauro ha comportato anche la ri-creazione della pala della Vergine sulla parete principale della sala, attraverso i dati che sono stati ottenuti dagli Archivi dell'Arcidiocesi.

La pala lignea misura 6 metri di altezza e 7,50 di larghezza e avvolge la nicchia dove viene venerata l'immagine della Vergine. 
La maggior parte della superficie lignea della pala è di colore rosso, simbolo della passione di Cristo, caratterizzata da dettagli e cornici rivestiti in foglia d'oro 24 carati dove all'interno di esse sono stati ricollocati, attraverso un'attenta ricostruzione, 18 dipinti che illustrano episodi della vita della Vergine Maria. Tra le rappresentazioni illustrate si può ammirare La presentazione al tempio, L'annunciazione, La visita a sant'Anna, La nascita di Gesù, l'adorazione dei pastori, L'adorazione dei Magi, La fuga in Egitto, la circoncisione di Gesù, la Presentazione di Gesù al tempio, Gesù nel tempio coi dottori, La morte di san Giuseppe, La Sacra Famiglia, Le nozze di Canaan, l'assunzione di Maria in cielo e due tabelle con gli angeli custodi.

## Tradizioni

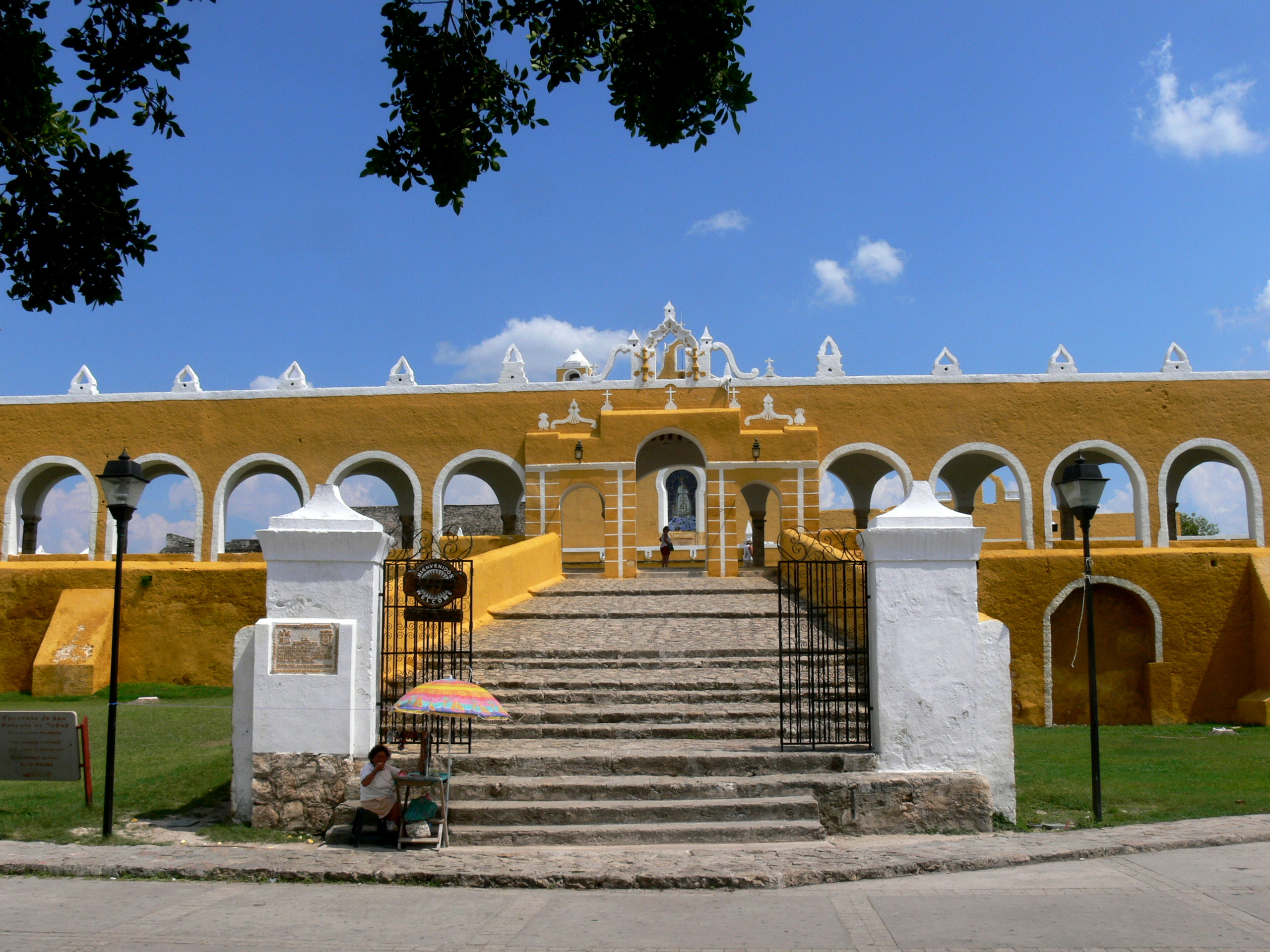
L'ingresso principale del convento

La tradizione e la venerazione popolare per l'immagine della Virgen de Izamal è molto sentita da tutti i messicani ed è facile imbattersi in pellegrini che salgono i gradini del convento in ginocchio.
La festa religiosa in onore della Vergine si svolge dal 1 all'8 dicembre e per questa celebrazione numerosi sono i fedeli che raggiungono il convento in pellegrinaggio da diverse parti del Messico.

I fedeli invadono letteralmente la cittadina di Izamal, dormendo anche nei corridoi del municipio, nel parco e nelle sale del convento.

Durante il giorno e parte della notte, si tengono messe, rosari ed al mattino cominciano ad arrivare le "corporazioni" che con le loro bande musicali ed i fuochi d'artificio attirano tutti i fedeli. Lungo il cammino, altre persone si uniscono alla processione, che porta tutti alla chiesa dove avviene la benedizione degli stendardi.
Durante tutto l'anno invece, tutti i martedì, i giovedì e i sabati alle ore 20.30 si può ammirare a pagamento uno spettacolo di luci e suoni all'interno dell'atrio del convento.

## Note

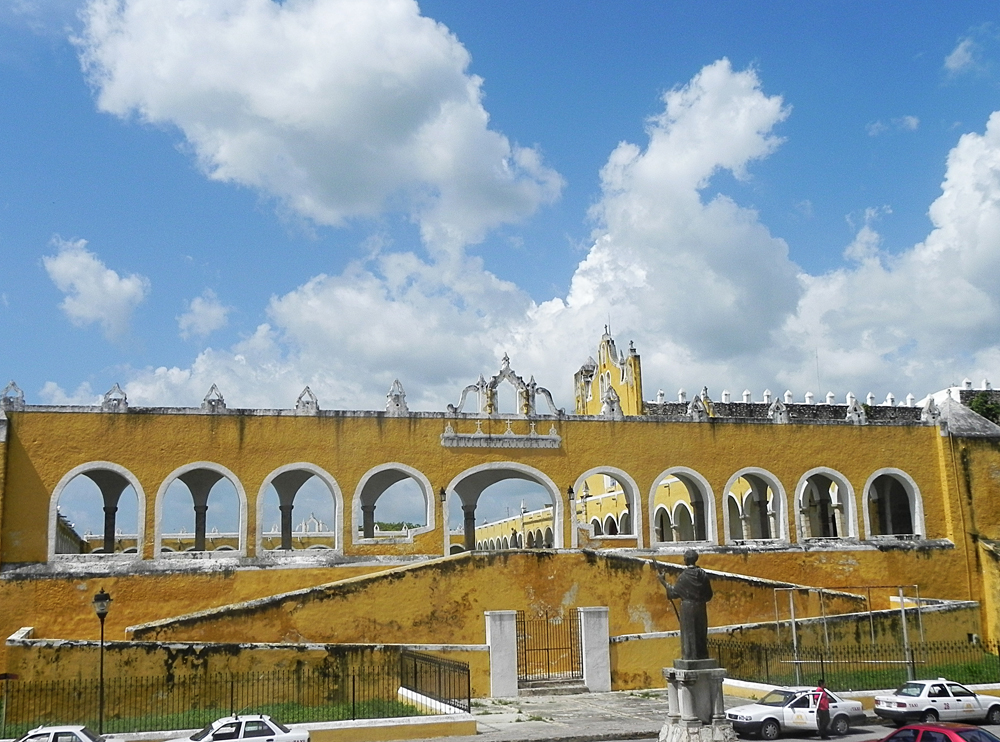
Visione laterale del convento